# Грибний соус

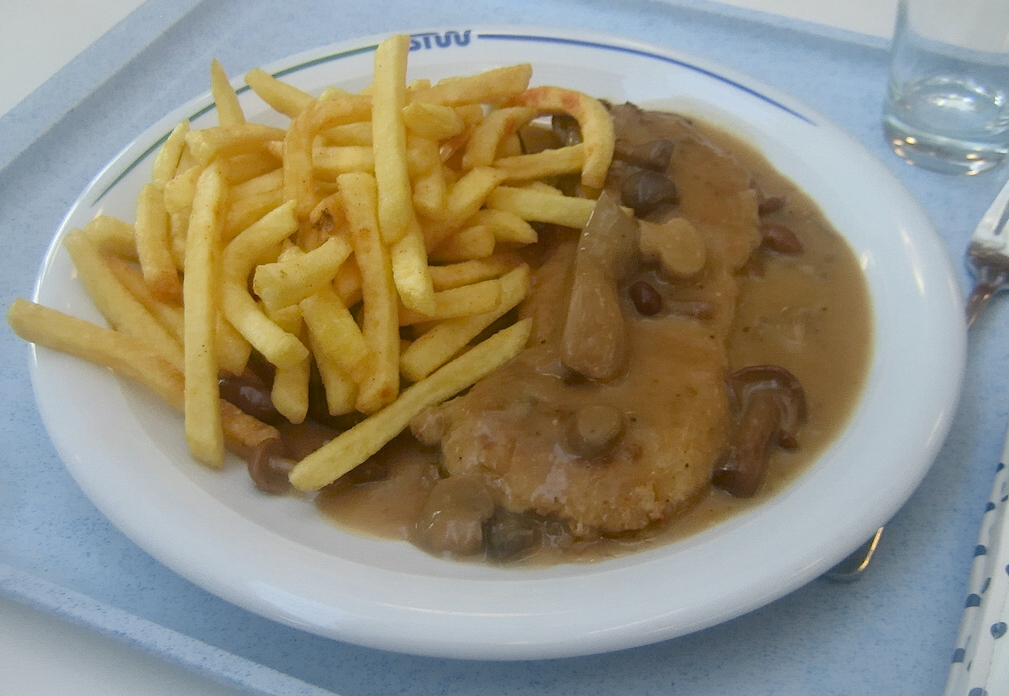
Мисливський шніцель під грибним мисливським соусом

Грибний соус — рідка приправа до страв, соус, основним інгредієнтом якого є гриби - як свіжі, так і сушені, солоні та мариновані. Грибні соуси широко використовуються в кулінарії завдяки значній кількості смакових та ароматичних речовин, що містяться в грибах. Їх подають до м'ясних і овочевих страв, особливо картопляних гарнірів. Гриби в соусах добре поєднуються з цибулею, морквою, вином, молоком та вершками. Але грибний соус може бути і пісним, що робить його придатним в пісній страві.
В європейській кухні свіжі та консервовані печериці та інші штучно вирощені гриби використовуються як смакові та ароматичні добавки до білого і коричневого соусів на основі борошняного пасерування. В українській кухні грибні соуси готують на основі грибного бульйону з додаванням варених грибів, нарізаних або нашаткувати соломкою, та сметани. Крім основного рецепта грибного соусу на основі ру, відомі грибний соус з томатами (з додаванням томатної пасти), який добре підходить до рибних страв, мисливський соус - для нежирної печені і кисло-солодкий грибний соус (з родзинками та чорносливом), який добре поєднується зі стравами з баранини, качатини та гусятини.